# Вільні виборці

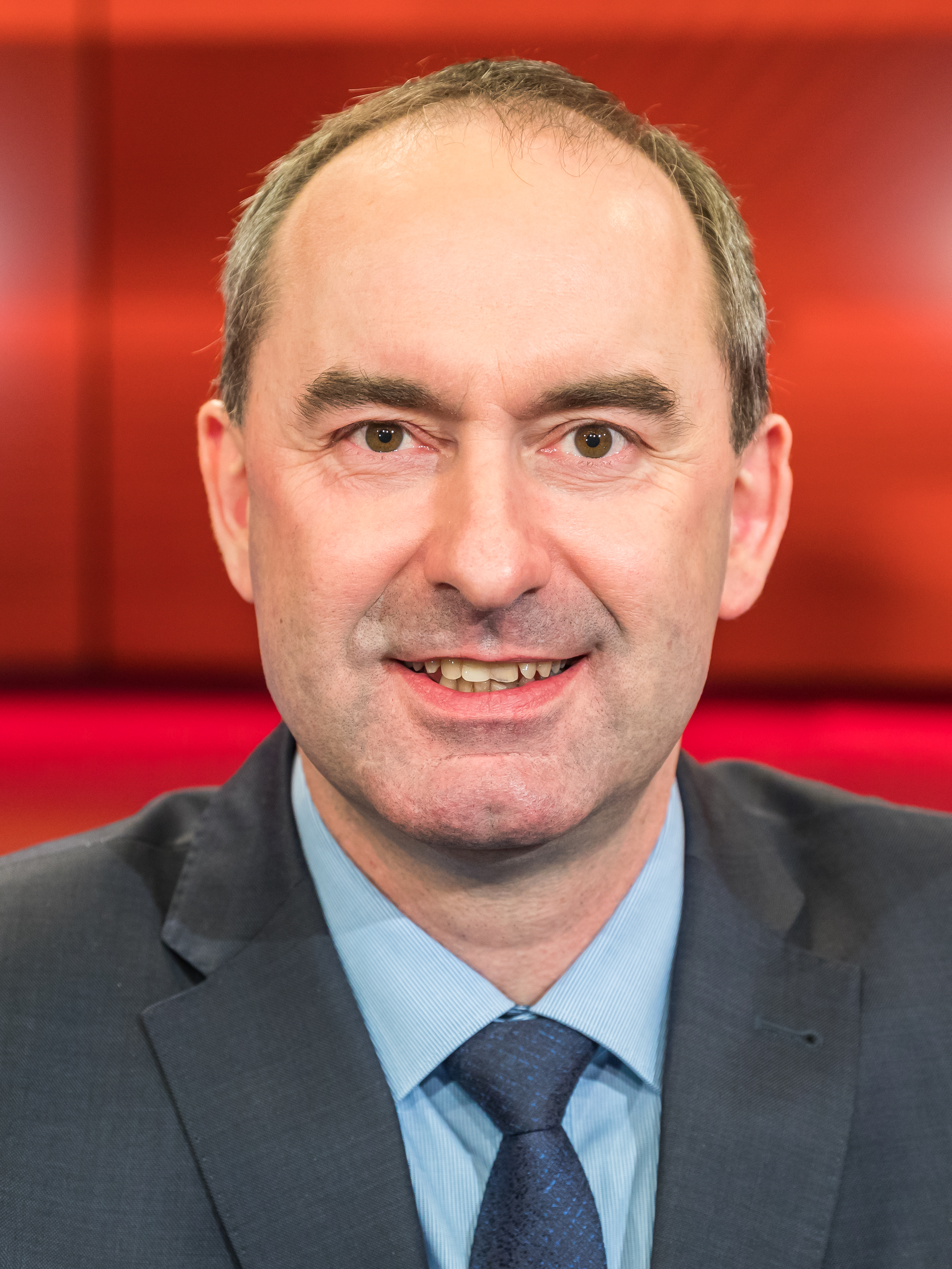
Г. Айвангер

Ві́льні ви́борці (нім. Die Freien Wähler) — політична партія у Федеративній Республіці Німеччина. Заснована 24 січня 2009 року у Вюрцбурзі. Голова партії — Губерт Айвангер. Представлена у баварському ландтазі республіки. Ідеологією Вільних виборців є «консервативний лібералізм» та «консервативні цінності», з фокусом на місцеве самоврядування.